# George Gillis Haanen
George Gillis Haanen (Utrecht, 23 augustus 1807 – 1879/1881) was een Nederlands lithograaf, kunstschilder en tekenaar. Hij signeerde zijn werk als G.G. Haanen, Georg. Haanen, G. Haanen of Gillis Haanen.

## Leven en werk
Haanen was een zoon van de kunsthandelaar en schilder Casparis Haanen (1778-1849) en Isabella Johanna Sangster (1777-1846). Hij kreeg tekenles van Bruno van Straaten. Net als zijn broer Remy en zusters Elisabeth en Adriana Haanen werd hij in de schilderkunst ingewijd door hun vader.
Haanen schilderde onder andere figuur- en genrevoorstellingen, kerkinterieurs, portretten, stillevens en stadsgezichten en maakte etsen, litho's en tekeningen. Hij werkte enige tijd samen met Johannes Warnardus Bilders, in 1839 zonden zij een landschap met zonsondergang in voor een tentoonstelling bij het Kunstlievend Genootschap Pictura in Groningen. Hij werd lid van Arti Sacrum in Rotterdam (1831) en de Koninklijke Academie van Beeldende Kunsten in Amsterdam (1835). Haanen gaf les aan zijn zus Alida en aan Hendrika van der Kellen.
Haanen woonde en werkte geregeld in Duitsland, hij overleed er mogelijk in Bilsen (1879) of Aken (1881).

## Werken

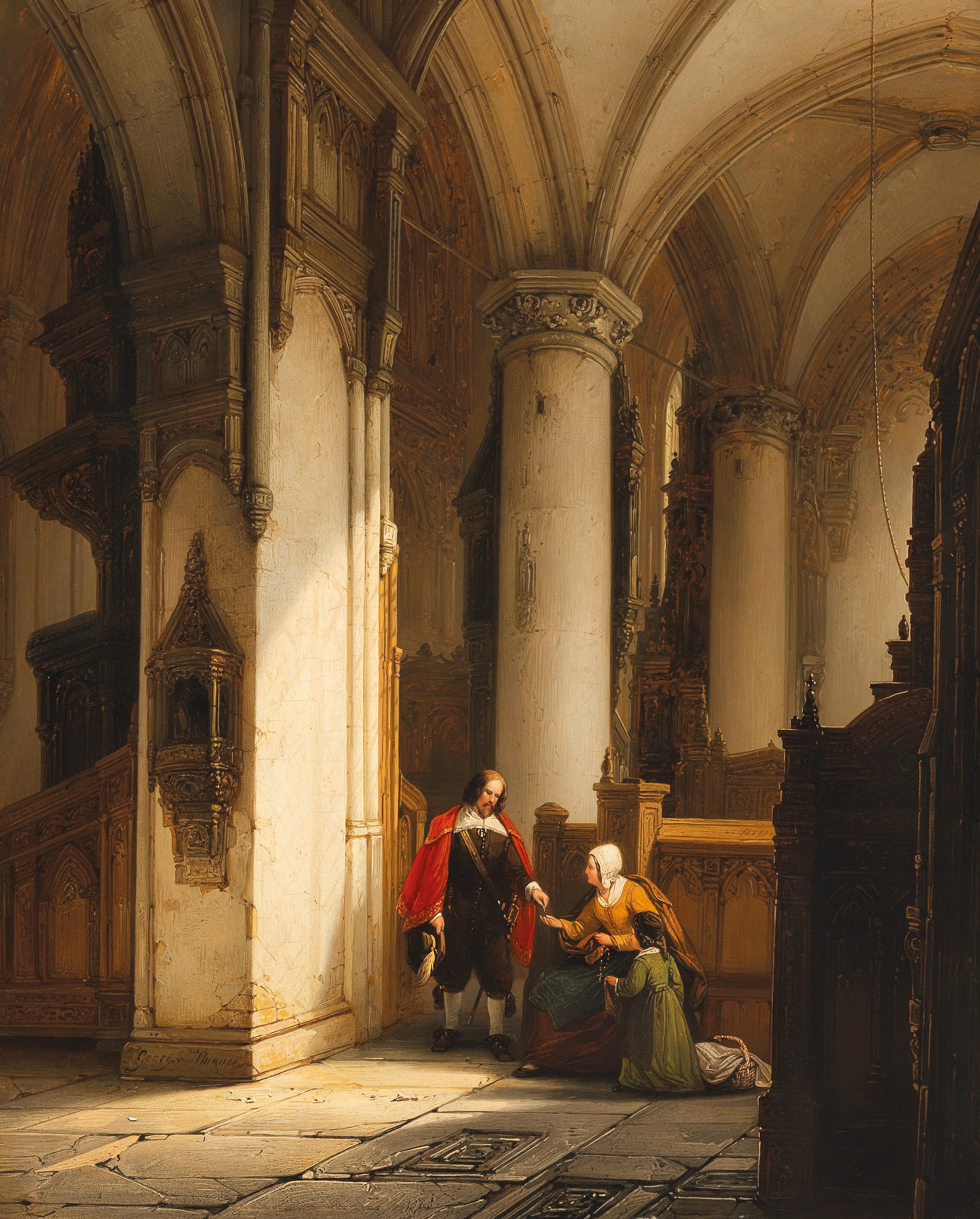
Aalmoes in de Sint-Laurenskerk in Rotterdam
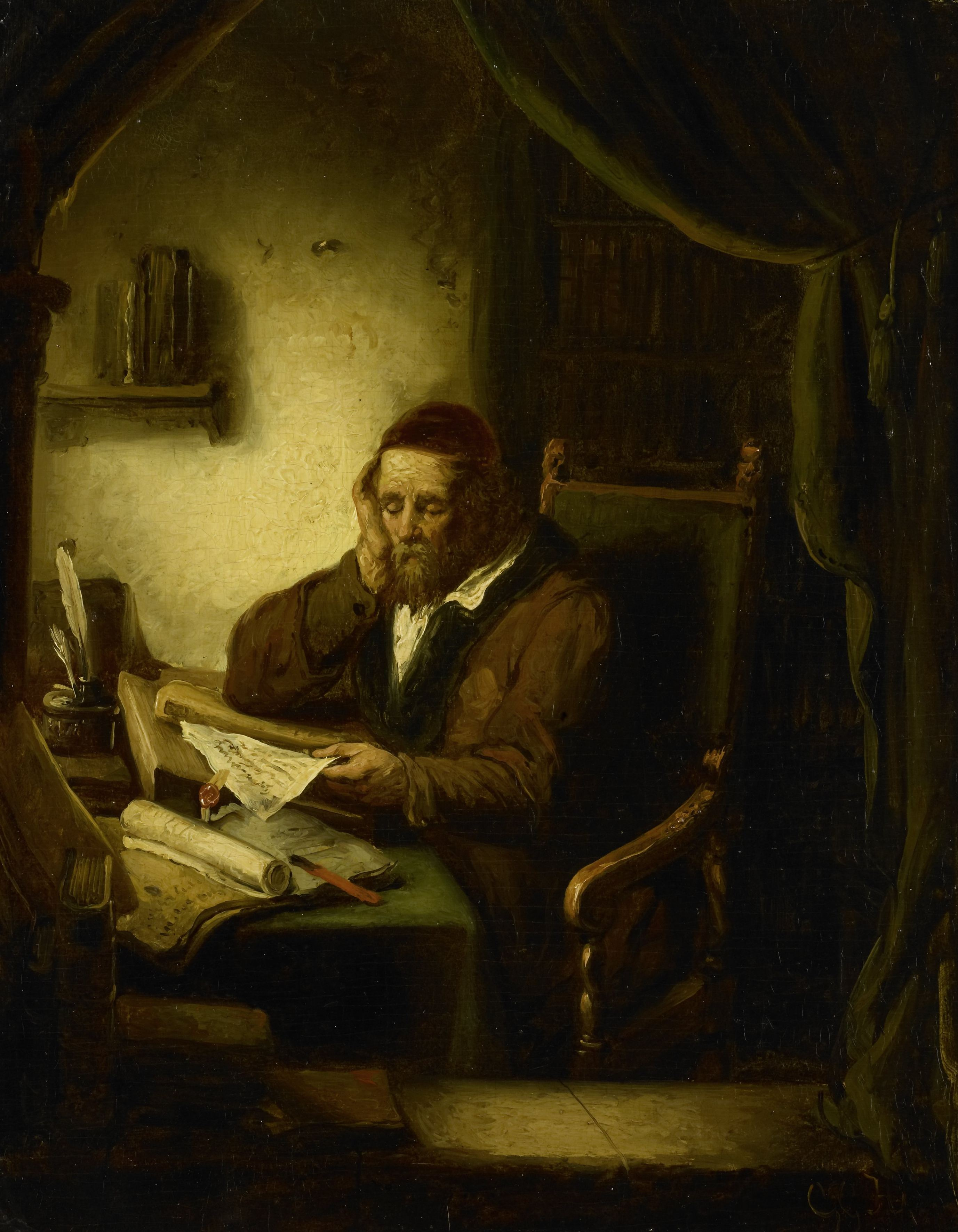
Oude man in zijn studeervertrek
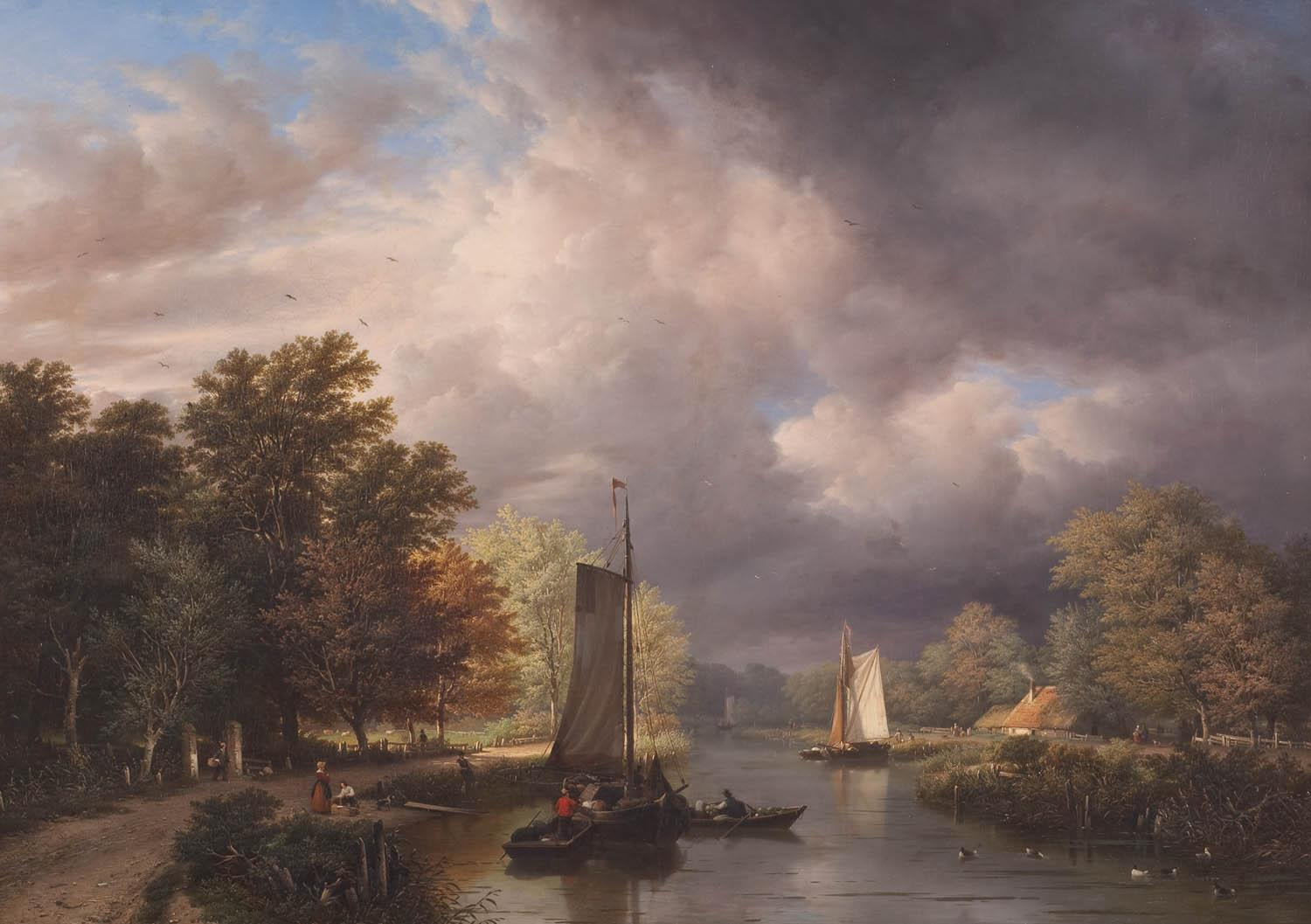
Riviergezicht met donderwolken
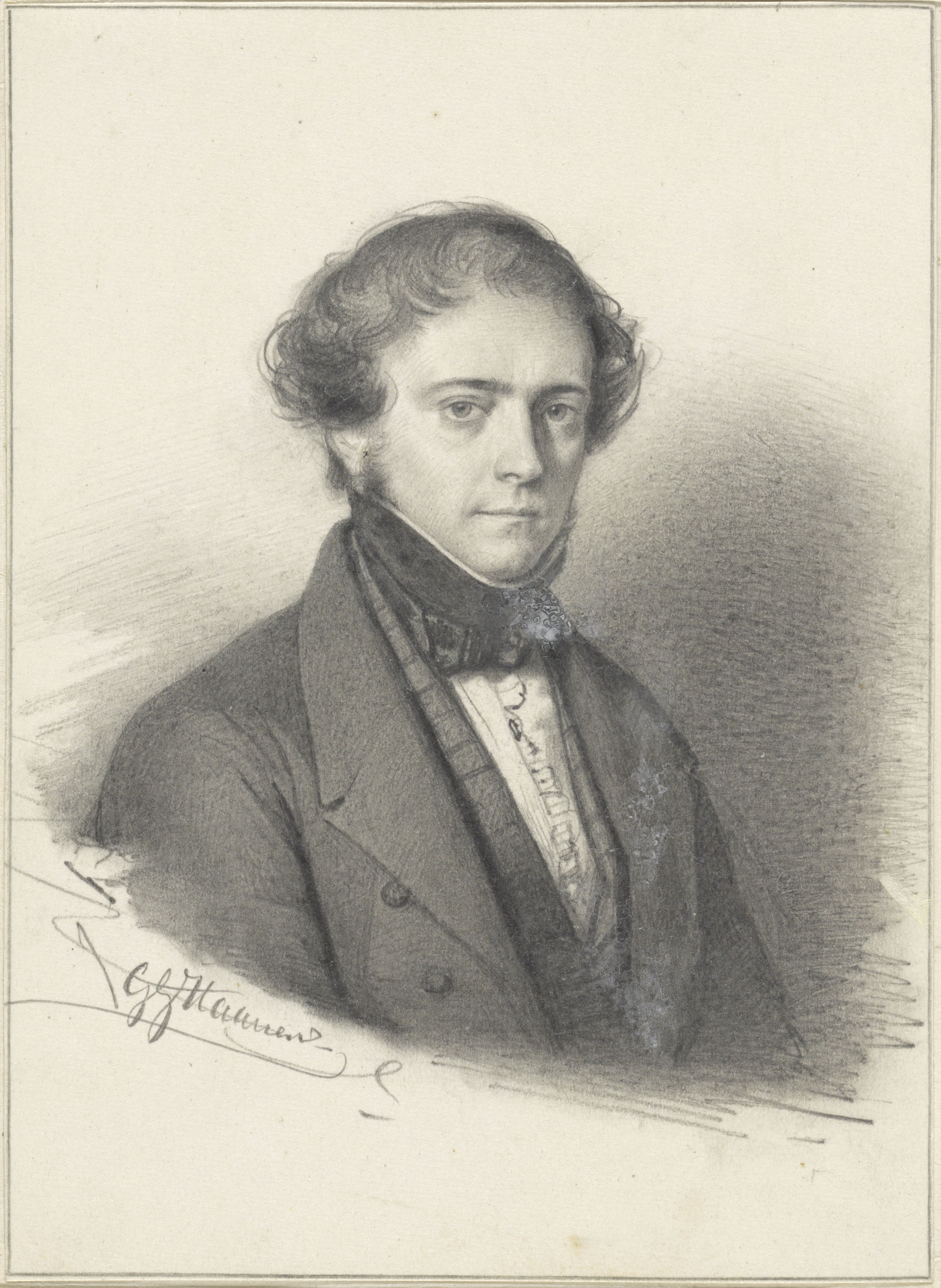
Portret van Willem van der Worp
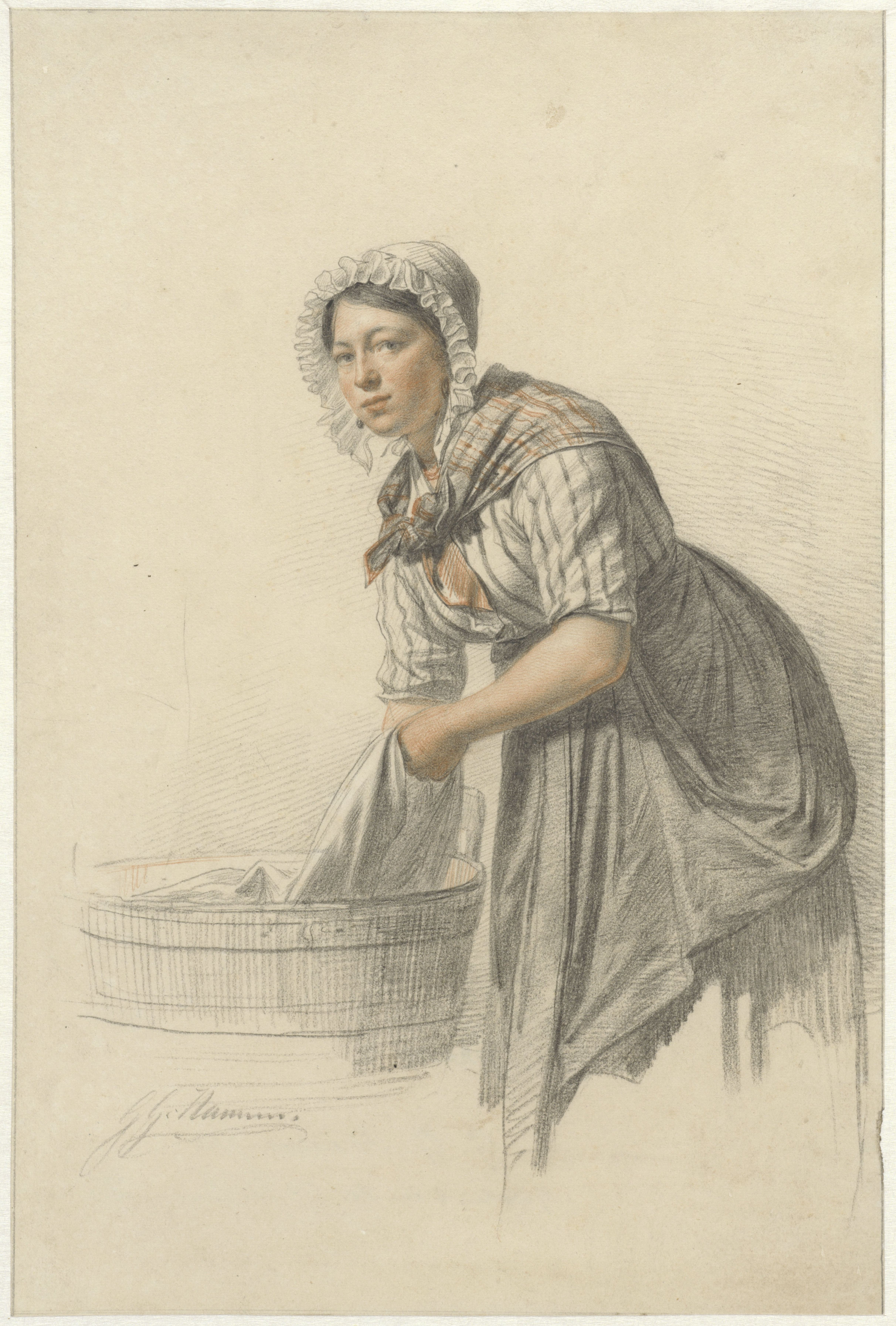
Wasvrouw

## Museale collecties
Haanens werk is opgenomen in de collecties van onder andere het Amsterdam Museum, het Centraal Museum en het Rijksmuseum Amsterdam.
- Biografisch Portaal: 01502705
- Gemeinsame Normdatei: 1070804002
- International Standard Name Identifier: 0000 0003 9980 3083
- Nederlandse Thesaurus van Auteursnamen: 070070628
- RKD-Nederlands Instituut voor Kunstgeschiedenis: 34903
- Union List of Artist Names: 500009721
- Virtual International Authority File: 295104196
- WorldCat: E39PBJyrRwxfCFbRK9TT67x4bd